# Merdificação
Merdificação, bostificação ou esmerdeamento, do inglês enshittification, é um neologismo criado em 2022 por Cory Doctorow para denotar um ciclo de decadência de plataformas digitais.
Doctorow argumenta que as plataformas online passariam por três ciclos. Inicialmente as empresas criam plataformas atraentes para os usuários; depois pioram os serviços para melhor servir aos clientes empresariais, e por fim pioram os serviços para os usuários e clientes empresariais para melhor servir aos interesses dos acionistas. Segundo ele:
| “ | Primeiro, as plataformas são boas com seus usuários; depois, elas abusam dos usuários para tornar as coisas melhores para seus parceiros de negócios; por fim, elas abusam desses parceiros para reaver todo o valor para si mesmas. Então, elas morrem. | ” |

Um exemplo de plataforma que passa pelo processo de merdificação é o Facebook, que inicialmente era muito visitado por usuários em comunidades, depois passou a ser atraente para portais de notícia terem acesso ao seu conteúdo (por exemplo, portais de mídia postando notícias), tendo por fim restringido o acesso dos usuários a esse conteúdo, o que levou a diversos portais de notícias a se retirarem da plataforma, como a Folha de S.Paulo e o UOL.
Enshittification foi considerada a "palavra do ano" de 2023 pela American Dialect Society.